# Temporada 2019 del Campeonato del Mundo de Moto3
La temporada 2019 del campeonato del mundo de Moto3 es la 8.ª edición de este campeonato creado en 2012 y además es parte de la 71.ª edición del Campeonato del Mundo de Motociclismo.
La categoría vio la introducción de un nuevo sistema de clasificación, idéntico al que ya se usa en MotoGP. Basados en los tiempos conseguidos en las tres prácticas libres, los 14 pilotos más rápidos clasificarán a la Q2 y los restantes pilotos deberán disputar una Q1 en la que los 4 pilotos más rápidos clasificaran a la Q2, ambás sesiones durarán 15 minutos.

## Calendario
Los siguientes Grandes Premios están programados para tener lugar en 2019.
| Ronda     | Gran Premio                                              | Circuito                                                | Fecha            |
| --------- | -------------------------------------------------------- | ------------------------------------------------------- | ---------------- |
| 1         | Grand Prix of Qatar                                      | Circuito Internacional de Losail, Lusail                | 10 de marzo      |
| 2         | Gran Premio Motul de la República Argentina              | Autódromo Termas de Río Hondo, Santiago del Estero      | 31 de marzo      |
| 3         | Red Bull Grand Prix of the Americas                      | Circuito de las Américas, Austin, Texas                 | 14 de abril      |
| 4         | Gran Premio Red Bull de España                           | Circuito de Jerez, Jerez de la Frontera                 | 5 de mayo        |
| 5         | HJC Helmets Grand Prix de France                         | Circuito de Bugatti, Le Mans                            | 19 de mayo       |
| 6         | Gran Premio d'Italia Oakley                              | Autódromo Internacional del Mugello, Scarperia          | 2 de junio       |
| 7         | Gran Premi Monster Energy de Catalunya                   | Circuito de Barcelona-Cataluña, Montmeló                | 16 de junio      |
| 8         | Motul TT Assen                                           | Circuito de Assen, Assen                                | 30 de junio      |
| 9         | Pramac Motorrad Grand Prix Deutschland                   | Sachsenring, Hohenstein-Ernstthal                       | 7 de julio       |
| 10        | Monster Energy Grand Prix České republiky                | Autódromo de Brno, Brno                                 | 4 de agosto      |
| 11        | Eyetime Motorrad Grand Prix von Österreich               | Red Bull Ring, Spielberg                                | 11 de agosto     |
| 12        | GoPro British Grand Prix                                 | Circuito de Silverstone, Silverstone                    | 25 de agosto     |
| 13        | Gran Premio Octo di San Marino e della Riviera di Rimini | Misano World Circuit Marco Simoncelli, Misano Adriatico | 15 de septiembre |
| 14        | Gran Premio Movistar de Aragón                           | MotorLand Aragón, Alcañiz                               | 22 de septiembre |
| 15        | PTT Thailand Grand Prix                                  | Circuito Internacional de Chang, Buriram                | 6 de octubre     |
| 16        | Motul Grand Prix of Japan                                | Twin Ring Motegi, Motegi                                | 20 de octubre    |
| 17        | Michelin Australian Motorcycle Grand Prix                | Circuito de Phillip Island, Phillip Island              | 27 de octubre    |
| 18        | Shell Malaysia Motorcycle Grand Prix                     | Circuito Internacional de Sepang, Selangor              | 3 de noviembre   |
| 19        | Gran Premio Motul de la Comunitat Valenciana             | Circuito Ricardo Tormo, Valencia                        | 17 de noviembre  |
| Notas: 1. |                                                          |                                                         |                  |

## Equipos y pilotos
El 16 de noviembre de 2018 se publicó una lista provisional de pilotos y equipos para 2019.
| Equipo                                              | Constructor | Moto           | N.º | Piloto               | Rondas    |
| --------------------------------------------------- | ----------- | -------------- | --- | -------------------- | --------- |
| Estrella Galicia 0,0                                | Honda       | Honda NSF250RW | 6   | Ryusei Yamanaka      | 1         |
| Estrella Galicia 0,0                                | Honda       | Honda NSF250RW | 6   | Ryusei Yamanaka      | 6–7       |
| Estrella Galicia 0,0                                | Honda       | Honda NSF250RW | 11  | Sergio García        | 2–12      |
| Estrella Galicia 0,0                                | Honda       | Honda NSF250RW | 21  | Alonso López         | 1–12      |
| Honda Team Asia                                     | Honda       | Honda NSF250RW | 27  | Kaito Toba           | 1–12      |
| Honda Team Asia                                     | Honda       | Honda NSF250RW | 31  | Gerry Salim          | 6         |
| Honda Team Asia                                     | Honda       | Honda NSF250RW | 33  | Yuki Kunii           | 10        |
| Honda Team Asia                                     | Honda       | Honda NSF250RW | 79  | Ai Ogura             | 1–5, 7–12 |
| Kömmerling Gresini Moto3                            | Honda       | Honda NSF250RW | 19  | Gabriel Rodrigo      | 1–10      |
| Kömmerling Gresini Moto3                            | Honda       | Honda NSF250RW | 52  | Jeremy Alcoba        | 11–12     |
| Kömmerling Gresini Moto3                            | Honda       | Honda NSF250RW | 54  | Riccardo Rossi       | 1–12      |
| Leopard Racing                                      | Honda       | Honda NSF250RW | 42  | Marcos Ramírez       | 1–12      |
| Leopard Racing                                      | Honda       | Honda NSF250RW | 48  | Lorenzo Dalla Porta  | 1–12      |
| Petronas Sprinta Racing                             | Honda       | Honda NSF250RW | 17  | John McPhee          | 1–12      |
| Petronas Sprinta Racing                             | Honda       | Honda NSF250RW | 71  | Ayumu Sasaki         | 1–12      |
| SIC58 Squadra Corse                                 | Honda       | Honda NSF250RW | 23  | Niccolò Antonelli    | 1–12      |
| SIC58 Squadra Corse                                 | Honda       | Honda NSF250RW | 24  | Tatsuki Suzuki       | 1–12      |
| VNE Snipers                                         | Honda       | Honda NSF250RW | 14  | Tony Arbolino        | 1–12      |
| VNE Snipers                                         | Honda       | Honda NSF250RW | 55  | Romano Fenati        | 1–12      |
| Bester Capital Dubai                                | KTM         | KTM RC250GP    | 5   | Jaume Masiá          | 1–12      |
| Bester Capital Dubai                                | KTM         | KTM RC250GP    | 16  | Andrea Migno         | 1–12      |
| Qnium Racing                                        | KTM         | KTM RC250GP    | 18  | Ryan van de Lagemaat | 8         |
| BOE Skull Rider Mugen Race                          | KTM         | KTM RC250GP    | 22  | Kazuki Masaki        | 1–12      |
| BOE Skull Rider Mugen Race                          | KTM         | KTM RC250GP    | 76  | Makar Yurchenko      | 1–12      |
| CIP Green Power                                     | KTM         | KTM RC250GP    | 40  | Darryn Binder        | 1–12      |
| CIP Green Power                                     | KTM         | KTM RC250GP    | 69  | Tom Booth-Amos       | 1–12      |
| Kiefer Racing                                       | KTM         | KTM RC250GP    | 28  | Dirk Geiger          | 9         |
| Reale Avintia Arizona 77 Fundación Andreas Perez 77 | KTM         | KTM RC250GP    | 77  | Vicente Pérez        | 1–7       |
| Reale Avintia Arizona 77 Fundación Andreas Perez 77 | KTM         | KTM RC250GP    | 82  | Stefano Nepa         | 4         |
| Reale Avintia Arizona 77 Fundación Andreas Perez 77 | KTM         | KTM RC250GP    | 82  | Stefano Nepa         | 8–12      |
| Reale Avintia Arizona 77 Fundación Andreas Perez 77 | KTM         | KTM RC250GP    | 83  | Meikon Kawakami      | 4         |
| Reale Avintia Arizona 77 Fundación Andreas Perez 77 | KTM         | KTM RC250GP    | 99  | Carlos Tatay         | 7         |
| Red Bull KTM Ajo                                    | KTM         | KTM RC250GP    | 53  | Deniz Öncü           | 10–11     |
| Red Bull KTM Ajo                                    | KTM         | KTM RC250GP    | 61  | Can Öncü             | 1–12      |
| Redox PrüstelGP                                     | KTM         | KTM RC250GP    | 12  | Filip Salač          | 1–12      |
| Redox PrüstelGP                                     | KTM         | KTM RC250GP    | 84  | Jakub Kornfeil       | 1–12      |
| Sama Qatar Ángel Nieto Team                         | KTM         | KTM RC250GP    | 25  | Raúl Fernández       | 1–12      |
| Sama Qatar Ángel Nieto Team                         | KTM         | KTM RC250GP    | 73  | Maximilian Kofler    | 11–12     |
| Sama Qatar Ángel Nieto Team                         | KTM         | KTM RC250GP    | 75  | Albert Arenas        | 1, 4–12   |
| Sama Qatar Ángel Nieto Team                         | KTM         | KTM RC250GP    | 81  | Aleix Viu            | 2–3       |
| SKY Racing Team VR46                                | KTM         | KTM RC250GP    | 7   | Dennis Foggia        | 1–12      |
| SKY Racing Team VR46                                | KTM         | KTM RC250GP    | 13  | Celestino Vietti     | 1–12      |
| Sterilgarda Max Racing Team                         | KTM         | KTM RC250GP    | 44  | Arón Canet           | 1–12      |
| FPW Racing                                          | KTM         | KTM RC250GP    | 96  | Brandon Paasch       | 12        |
| TM Official Team                                    | TM Racing   | TM Racing      | 3   | Kevin Zannoni        | 6         |
| Fuente:                                             |             |                |     |                      |           |

| Leyenda             | Leyenda |
| ------------------- | ------- |
| Piloto titular      |         |
| Piloto invitado     |         |
| Piloto de reemplazo |         |

### Cambios de equipos
- Marinelli Snipers Team se expandió a dos motos nuevamente después de que el equipo se retiró de Moto2. también  se rebautizarán como Team O para la temporada 2019.[24]
- El equipo de Max Biaggi, el Max Racing Team, hará su debut en el Campeonato del Mundo después de firmar un acuerdo de colaboración con el equipo de carreras de Peter Öttl, el Südmetal Schedl GP Racing.[25]

### Cambios de pilotos
- Philipp Öttl subirá a Moto2 con el Red Bull KTM Tech 3.
- Tanto Fabio Di Giannantonio como Jorge Martín subirán a Moto2, uniéndose al Speed Up Racing y al Red Bull KTM Ajo respectivamente.
- Raúl Fernández hará su debut como piloto titular con el Ángel Nieto Team, reemplazando a Andrea Migno quien se mudará al Bester Capital Dubai.
- Filip Salač hará su debut con el Redox PrüstelGP como compañero de equipo de Jakub Kornfeil, en reemplazo de Marco Bezzecchi quien subirá a Moto2 con el Red Bull KTM Tech 3.
- Celestino Vietti hará su debut como piloto titular con el Sky Racing Team VR46, reemplazando a Nicolò Bulega quien subirá a Moto2 con el mismo equipo.
- Makar Yurchenko regresará a Moto3 con el BOE Skull Rider Mugen Race.
- John McPhee dejó el CIP Green Power para unirse al Petronas Sprinta Racing, reemplazando a Adam Norrodin quien se moverá al Campeonato de Europa CEV Moto2 con el mismo equipo.
- Marcos Ramírez dejó el Bester Capital Dubai para unirse al Leopard Racing, reemplazando a Enea Bastianini quien subirá a Moto2 con el Italtrans Racing Team.
- Sergio García hará su debut mundialista con el Estrella Galicia 0,0, reemplazando a Arón Canet quien se mudará al Max Racing Team.
- Ai Ogura hará su debut como piloto titular en el Honda Team Asia, en reemplazo de Nakarin Atiratphuvapat.
- Gabriel Rodrigo dejó el RBA Racing Team y se unirá al Gresini Racing junto al novato Riccardo Rossi.
- Romano Fenati regresará a Moto3 con el Team O después de una temporada en Moto2 luego de que su contrato con el Forward Racing fuera rescindido luego del controvertido incidente en el Gran Premio de San Marino 2018 con Stefano Manzi.
- Can Öncü hará su debut como piloto titular con el Red Bull KTM Ajo, reemplazando a Darryn Binder quien se mudará al CIP Green Power. A Öncü will se le permitirá correr a pesar de que tiene menos de 16 años, ya que recibió un permiso especial de Dorna después de ganar la Red Bull MotoGP Rookies Cup en 2018.
- Tom Booth-Amos hará su debut mundialista con el CIP Green Power.

## Resultados

### Resultados por Gran Premio
| Ronda | Gran Premio                            | Pole position       | Vuelta rápida       | Piloto ganador      | Constructor ganador |
| ----- | -------------------------------------- | ------------------- | ------------------- | ------------------- | ------------------- |
| 1     | Gran Premio de Catar                   | Arón Canet          | Romano Fenati       | Kaito Toba          | Honda               |
| 2     | Gran Premio de Argentina               | Jaume Masiá         | Gabriel Rodrigo     | Jaume Masiá         | KTM                 |
| 3     | Gran Premio de las Américas            | Niccolò Antonelli   | Alonso López        | Arón Canet          | KTM                 |
| 4     | Gran Premio de España                  | Lorenzo Dalla Porta | John McPhee         | Niccolò Antonelli   | Honda               |
| 5     | Gran Premio de Francia                 | John McPhee         | Jaume Masiá         | John McPhee         | Honda               |
| 6     | Gran Premio de Italia                  | Tony Arbolino       | Niccolò Antonelli   | Tony Arbolino       | Honda               |
| 7     | Gran Premio de Cataluña                | Gabriel Rodrigo     | Kaito Toba          | Marcos Ramírez      | Honda               |
| 8     | Gran Premio de los Países Bajos        | Niccolò Antonelli   | Dennis Foggia       | Tony Arbolino       | Honda               |
| 9     | Gran Premio de Alemania                | Ayumu Sasaki        | Can Öncü            | Lorenzo Dalla Porta | Honda               |
| 10    | Gran Premio de la República Checa      | Tony Arbolino       | Niccolò Antonelli   | Arón Canet          | KTM                 |
| 11    | Gran Premio de Austria                 | John McPhee         | Celestino Vietti    | Romano Fenati       | Honda               |
| 12    | Gran Premio de Gran Bretaña            | Tony Arbolino       | Tatsuki Suzuki      | Marcos Ramírez      | Honda               |
| 13    | Gran Premio de San Marino              | Tatsuki Suzuki      | Andrea Migno        | Tatsuki Suzuki      | Honda               |
| 14    | Gran Premio de Aragón                  | Arón Canet          | Darryn Binder       | Arón Canet          | KTM                 |
| 15    | Gran Premio de Tailandia               | Celestino Vietti    | Ai Ogura            | Albert Arenas       | KTM                 |
| 16    | Gran Premio de Japón                   | Niccolò Antonelli   | Lorenzo Dalla Porta | Lorenzo Dalla Porta | Honda               |
| 17    | Gran Premio de Australia               | Marcos Ramírez      | Romano Fenati       | Lorenzo Dalla Porta | Honda               |
| 18    | Gran Premio de Malasia                 | Marcos Ramírez      | Marcos Ramírez      | Lorenzo Dalla Porta | Honda               |
| 19    | Gran Premio de la Comunidad Valenciana | Andrea Migno        | Tatsuki Suzuki      | Sergio García       | Honda               |

### Clasificación por pilotos
Sistema de puntuación
Los puntos se reparten entre los quince primeros clasificados en acabar la carrera. 
Sistema de puntuación de 1993 hasta 2022:
| Posición | 1.º | 2.º | 3.º | 4.º | 5.º | 6.º | 7.º | 8.º | 9.º | 10.º | 11.º | 12.º | 13.º | 14.º | 15.º |
| Puntos   | 25  | 20  | 16  | 13  | 11  | 10  | 9   | 8   | 7   | 6    | 5    | 4    | 3    | 2    | 1    |

| Pos   | Piloto               | Moto      | QAT | ARG | AME | ESP | FRA | ITA | CAT | NED | GER | CZE | AUT | GBR | RSM | ARA | THA | JPN | AUS | MYS | VAL | Pts |
| ----- | -------------------- | --------- | --- | --- | --- | --- | --- | --- | --- | --- | --- | --- | --- | --- | --- | --- | --- | --- | --- | --- | --- | --- |
| 1     | Lorenzo Dalla Porta  | Honda     | 2   | 7   | 13  | 8   | 2   | 2   | Ret | 2   | 1   | 2   | 6   | 3   | 8   | 11  | 2   | 1   | 1   | 1   | 21  | 279 |
| 2     | Arón Canet           | KTM       | 3   | 12  | 1   | 4   | 3   | 7   | 2   | 12  | 3   | 1   | 10  | 13  | Ret | 1   | NC  | Ret | Ret | 8   | 6   | 200 |
| 3     | Marcos Ramírez       | Honda     | 4   | 9   | 12  | 23  | Ret | Ret | 1   | 7   | 2   | 16  | 5   | 1   | 7   | Ret | 4   | 8   | 2   | 6   | 7   | 183 |
| 4     | Tony Arbolino        | Honda     | 16  | 3   | 6   | 17  | Ret | 1   | Ret | 1   | 15  | 3   | 2   | 2   | 3   | 10  | 10  | Ret | 9   | 9   | Ret | 175 |
| 5     | John McPhee          | Honda     | 13  | 21  | 14  | 12  | 1   | 6   | 13  | 5   | 6   | Ret | 3   | 7   | 2   | 4   | Ret | 6   | 5   | 7   | Ret | 156 |
| 6     | Celestino Vietti     | KTM       | 5   | 14  | 9   | 3   | 7   | 9   | 3   | Ret | Ret | 19  | 4   | 9   | Ret | 14  | 6   | 3   | Ret | 5   | 8   | 135 |
| 7     | Niccolò Antonelli    | Honda     | 8   | 4   | 5   | 1   | Ret | 4   | 11  | 8   | 12  | 5   | 9   | 4   | Ret |     |     | 12  | DNS | 10  | DNS | 128 |
| 8     | Tatsuki Suzuki       | Honda     | Ret | 13  | Ret | 2   | Ret | 8   | 19  | Ret | 8   | Ret | Ret | 5   | 1   | 6   | Ret | 4   | 4   | Ret | 4   | 124 |
| 9     | Jaume Masiá          | KTM       | Ret | 1   | 2   | Ret | 12  | 3   | Ret | Ret | 16  | 4   | Ret | 11  | 4   | Ret |     | 7   | Ret | 3   | DNS | 121 |
| 10    | Ai Ogura             | Honda     | 11  | 17  | 11  | 9   | Ret |     | 6   | 6   | 7   | 6   | 12  | 10  | Ret | 2   | Ret | 14  | 14  | 4   | 10  | 109 |
| 11    | Albert Arenas        | KTM       | 6   |     |     | 5   | 11  | 12  | Ret | Ret | 21  | Ret | 11  | Ret | Ret | 8   | 1   | 2   | 3   | 12  | 20  | 108 |
| 12    | Dennis Foggia        | KTM       | Ret | 8   | 10  | 16  | Ret | 5   | 5   | 9   | Ret | 15  | 14  | 8   | 5   | 3   | 5   | 23  | 11  | 19  | DNS | 97  |
| 13    | Andrea Migno         | KTM       | 14  | 11  | 3   | 10  | 5   | Ret | Ret | 19  | 19  | 7   | 26  | 17  | 13  | 16  | NC  | 10  | Ret | DNS | 2   | 78  |
| 14    | Jakub Kornfeil       | KTM       | 10  | 24  | Ret | 7   | 9   | 14  | 10  | 3   | 10  | 9   | 8   | 16  | 12  | 15  | 12  | Ret | 15  | 17  | 15  | 78  |
| 15    | Sergio García        | Honda     |     | DNS | 19  | Ret | Ret | 13  | Ret | 15  | 11  | Ret | 27  | 19  | Ret | 7   | 14  | 5   | Ret | 2   | 1   | 76  |
| 16    | Romano Fenati        | Honda     | 9   | 16  | Ret | Ret | Ret | Ret | 7   | 11  | 4   | 8   | 1   | Ret | DNS |     |     | Ret | 12  | 11  | 17  | 76  |
| 17    | Alonso López         | Honda     | 12  | Ret | 8   | 14  | Ret | Ret | 4   | 10  | Ret | Ret | 16  | 15  | Ret | 5   | 3   | 9   | 13  | Ret | NC  | 71  |
| 18    | Gabriel Rodrigo      | Honda     | 15  | 6   | 4   | Ret | 4   | Ret | Ret | 4   | Ret | DNS |     |     | 6   | 9   | DNS | Ret | Ret | Ret |     | 67  |
| 19    | Kaito Toba           | Honda     | 1   | 10  | Ret | 6   | 6   | Ret | Ret | Ret | Ret | Ret | 18  | 20  | Ret | DNS | 7   | 17  | Ret | Ret | 13  | 63  |
| 20    | Ayumu Sasaki         | Honda     | Ret | 5   | Ret | 15  | 14  | Ret | 8   | 17  | 9   | 11  | 13  | 6   | Ret | 13  | Ret | 13  | 7   | Ret | 19  | 62  |
| 21    | Raúl Fernández       | KTM       | 7   | 15  | 7   | Ret | 10  | 11  | Ret | Ret | 5   | 12  | Ret | 18  | 10  | 21  | 9   | 19  | Ret | 14  | Ret | 60  |
| 22    | Darryn Binder        | KTM       | Ret | 2   | 15  | 11  | Ret | 10  | 15  | Ret | Ret | 10  | 15  | 12  | Ret | 17  | 20  | Ret | 6   | Ret | Ret | 54  |
| 23    | Filip Salač          | KTM       | 21  | 25  | 20  | Ret | 15  | 20  | Ret | 14  | 13  | Ret | 19  | 21  | 9   | 18  | 11  | 22  | Ret | 13  | 5   | 32  |
| 24    | Makar Yurchenko      | KTM       | 23  | 20  | 18  | Ret | 13  | 15  | Ret | 18  | 20  | 13  | 7   | 23  | Ret | 28  | 15  | 11  | 18  | 16  | 9   | 29  |
| 25    | Stefano Nepa         | KTM       |     |     |     | 19  |     |     |     | 20  | 18  | 17  | 22  | 22  | 11  | 23  | 8   | 16  | 10  | Ret | 11  | 24  |
| 26    | Xavier Artigas       | Honda     |     |     |     |     |     |     |     |     |     |     |     |     |     |     |     |     |     |     | 3   | 16  |
| 27    | Kazuki Masaki        | KTM       | 19  | 23  | 16  | 13  | 8   | Ret | 16  | 13  | 17  | Ret | 24  | 26  | Ret | 25  | 18  | 20  | 17  | 18  | 16  | 14  |
| 28    | Tom Booth-Amos       | KTM       | 24  | 18  | Ret | Ret | 17  | Ret | 14  | 23  | 24  | Ret | 25  | 25  | Ret | 27  | Ret | 24  | 8   | 21  | 18  | 10  |
| 29    | Ryusei Yamanaka      | Honda     | 20  |     |     |     |     | 17  | 9   |     |     |     |     |     |     |     |     | 15  |     |     |     | 8   |
| 30    | Carlos Tatay         | KTM       |     |     |     |     |     |     | 12  |     |     |     |     |     |     | 12  |     |     |     |     | DNS | 8   |
| 31    | Can Öncü             | KTM       | 18  | 26  | Ret | 18  | 16  | 18  | Ret | 16  | 14  | 14  | Ret | 24  | WD  |     |     | 18  | 16  | 20  | 12  | 8   |
| 32    | Riccardo Rossi       | Honda     | 22  | 22  | 21  | 21  | Ret | 21  | 17  | 21  | 22  | Ret | 23  | 27  | 14  | 26  | 13  | 21  | Ret | 15  | 14  | 8   |
| 33    | Jeremy Alcoba        | Honda     |     |     |     |     |     |     |     |     |     |     | 21  | 14  |     |     |     |     |     |     | DNS | 2   |
| 34    | Elia Bartolini       | KTM       |     |     |     |     |     |     |     |     |     |     |     |     | 15  |     |     |     |     |     |     | 1   |
|       | Deniz Öncü           | KTM       |     |     |     |     |     |     |     |     |     | 18  | 17  |     | 16  | 24  | 19  |     |     |     |     | 0   |
|       | Davide Pizzoli       | Honda     |     |     |     |     |     |     |     |     |     |     |     |     |     | 22  |     |     |     |     |     | 0   |
| KTM   | Davide Pizzoli       |           |     |     |     |     |     |     |     |     |     |     |     |     |     | 16  |     |     |     |     |     | 0   |
|       | Gerry Salim          | Honda     |     |     |     |     |     | 16  |     |     |     |     |     |     |     |     |     |     |     |     |     | 0   |
|       | Vicente Pérez        | KTM       | 17  | Ret | 17  | 20  | Ret | 19  | 18  |     |     |     |     |     |     |     |     |     |     |     |     | 0   |
|       | Kevin Zannoni        | TM Racing |     |     |     |     |     | Ret |     |     |     |     |     |     |     |     |     |     |     |     |     | 0   |
| Honda | Kevin Zannoni        |           |     |     |     |     |     |     |     |     |     |     |     |     |     | 17  |     |     |     |     |     | 0   |
|       | Rogan Chandler       | Kalex KTM |     |     |     |     |     |     |     |     |     |     |     |     |     |     |     |     | 19  |     |     | 0   |
|       | Gerard Riu           | KTM       |     |     |     |     |     |     |     |     |     |     |     |     |     | 19  |     |     |     |     |     | 0   |
|       | Aleix Viu            | KTM       |     | 19  | Ret |     |     |     |     |     |     |     |     |     |     |     |     |     |     |     |     | 0   |
|       | Maximilian Kofler    | KTM       |     |     |     |     |     |     |     |     |     |     | 20  | 28  |     |     |     |     |     |     |     | 0   |
|       | José Julián García   | Honda     |     |     |     |     |     |     |     |     |     |     |     |     |     | 20  | Ret |     |     |     |     | 0   |
|       | Ryan van de Lagemaat | KTM       |     |     |     |     |     |     |     | 22  |     |     |     |     |     |     |     |     |     |     |     | 0   |
|       | Meikon Kawakami      | KTM       |     |     |     | 22  |     |     |     |     |     |     |     |     | Ret |     |     |     |     |     |     | 0   |
|       | Dirk Geiger          | KTM       |     |     |     |     |     |     |     |     | 23  |     |     |     |     |     |     |     |     |     |     | 0   |
|       | Brandon Paasch       | KTM       |     |     |     |     |     |     |     |     |     |     |     | 29  |     |     |     |     |     |     |     | 0   |
|       | Yuki Kunii           | Honda     |     |     |     |     |     |     |     |     |     | Ret |     |     |     |     |     |     |     |     |     | 0   |
|       | Yanni Shaw           | Kalex KTM |     |     |     |     |     |     |     |     |     |     |     |     |     |     |     |     | Ret |     |     | 0   |
|       | Sho Hasegawa         | Honda     |     |     |     |     |     |     |     |     |     |     |     |     |     |     |     | DNQ |     |     |     | 0   |
| Pos   | Piloto               | Moto      | QAT | ARG | AME | ESP | FRA | ITA | CAT | NED | GER | CZE | AUT | GBR | RSM | ARA | THA | JPN | AUS | MYS | VAL | Pts |

| Color     | Resultado                                                               |
| --------- | ----------------------------------------------------------------------- |
| Oro       | Ganador                                                                 |
| Plata     | 2.ª plaza                                                               |
| Bronce    | 3.ª plaza                                                               |
| Verde     | Finalizó en los puntos                                                  |
| Azul      | Finalizó sin puntos                                                     |
| Azul      | NC - No clasificado                                                     |
| Violeta   | Ret - No terminó (Carrera)                                              |
| Rojo      | DNQ - No se clasificó                                                   |
| Negro     | DSQ - Descalificado                                                     |
| Blanco    | DNS - No empezó (carrera)                                               |
| Blanco    | WD - Retirado (fin de semana)                                           |
| Blanco    | C - Carrera cancelada                                                   |
| Sin color | DNP - Inscrito pero no participó                                        |
| Sin color | INJ - Lesionado                                                         |
| Sin color | EX - Excluido                                                           |
| Estado    | Resultado                                                               |
| Negrita   | Pole position                                                           |
| Cursiva   | Vuelta rápida                                                           |
| †         | Abandona, pero clasifica al completar el porcentaje requerido para ello |

### Campeonato de Constructores
| Pos. | Constructor | QAT | ARG | AME | ESP | FRA | ITA | CAT | NED | GER | CZE | AUT | GBR | RSM | ARA | THA | JPN | AUS | MYS | VAL | Ptos. |
| ---- | ----------- | --- | --- | --- | --- | --- | --- | --- | --- | --- | --- | --- | --- | --- | --- | --- | --- | --- | --- | --- | ----- |
| 1    | Honda       | 1   | 3   | 4   | 1   | 1   | 1   | 1   | 1   | 1   | 2   | 1   | 1   | 1   | 2   | 2   | 1   | 1   | 1   | 1   | 439   |
| 2    | KTM         | 3   | 1   | 1   | 3   | 3   | 3   | 2   | 3   | 3   | 1   | 4   | 8   | 4   | 1   | 1   | 2   | 3   | 3   | 2   | 347   |
| 3    | Kalex KTM   |     |     |     |     |     |     |     |     |     |     |     |     |     |     |     |     | 19  |     |     | 0     |
|      | TM Racing   |     |     |     |     |     | Ret |     |     |     |     |     |     |     |     |     |     |     |     |     | 0     |
| Pos. | Constructor | QAT | ARG | AME | ESP | FRA | ITA | CAT | NED | GER | CZE | AUT | GBR | RSM | ARA | THA | JPN | AUS | MYS | VAL | Ptos. |

### Campeonato de Equipos
| Pos. | Equipo                      | N.º | QAT | ARG | AME | ESP | FRA | ITA | CAT | NED | GER | CZE | AUT | GBR | RSM | ARA | THA | JPN | AUS | MYS | VAL | Pts |
| ---- | --------------------------- | --- | --- | --- | --- | --- | --- | --- | --- | --- | --- | --- | --- | --- | --- | --- | --- | --- | --- | --- | --- | --- |
| 1    | Leopard Racing              | 42  | 4   | 9   | 12  | 23  | Ret | Ret | 1   | 7   | 2   | 16  | 5   | 1   | 7   | Ret | 4   | 8   | 2   | 6   | 7   | 462 |
| 1    | Leopard Racing              | 48  | 2   | 7   | 13  | 8   | 2   | 2   | Ret | 2   | 1   | 2   | 6   | 3   | 8   | 11  | 2   | 1   | 1   | 1   | 21  | 462 |
| 2    | SIC58 Squadra Corse         | 3   |     |     |     |     |     |     |     |     |     |     |     |     |     |     | 17  |     |     |     |     | 252 |
| 2    | SIC58 Squadra Corse         | 23  | 8   | 4   | 5   | 1   | Ret | 4   | 11  | 8   | 12  | 5   | 9   | 4   | Ret |     |     | 12  | DNS | 10  | DNS | 252 |
| 2    | SIC58 Squadra Corse         | 24  | Ret | 13  | Ret | 2   | Ret | 8   | 19  | Ret | 8   | Ret | Ret | 5   | 1   | 6   | Ret | 4   | 4   | Ret | 4   | 252 |
| 2    | SIC58 Squadra Corse         | 32  |     |     |     |     |     |     |     |     |     |     |     |     |     | 22  |     |     |     |     |     | 252 |
| 3    | VNE Snipers                 | 10  |     |     |     |     |     |     |     |     |     |     |     |     |     | 20  | Ret |     |     |     |     | 251 |
| 3    | VNE Snipers                 | 14  | 16  | 3   | 6   | 17  | Ret | 1   | Ret | 1   | 15  | 3   | 2   | 2   | 3   | 10  | 10  | Ret | 9   | 9   | Ret | 251 |
| 3    | VNE Snipers                 | 55  | 9   | 16  | Ret | Ret | Ret | Ret | 7   | 11  | 4   | 8   | 1   | Ret | DNS |     |     | Ret | 12  | 11  | 17  | 251 |
| 4    | SKY Racing Team VR46        | 7   | Ret | 8   | 10  | 16  | Ret | 5   | 5   | 9   | Ret | 15  | 14  | 8   | 5   | 3   | 5   | 23  | 11  | 19  | DNS | 232 |
| 4    | SKY Racing Team VR46        | 13  | 5   | 14  | 9   | 3   | 7   | 9   | 3   | Ret | Ret | 19  | 4   | 9   | Ret | 14  | 6   | 3   | Ret | 5   | 8   | 232 |
| 5    | Petronas Sprinta Racing     | 17  | 13  | 21  | 14  | 12  | 1   | 6   | 13  | 5   | 6   | Ret | 3   | 7   | 2   | 4   | Ret | 6   | 5   | 7   | Ret | 218 |
| 5    | Petronas Sprinta Racing     | 71  | Ret | 5   | Ret | 15  | 14  | Ret | 8   | 17  | 9   | 11  | 13  | 6   | Ret | 13  | Ret | 13  | 7   | Ret | 19  | 218 |
| 6    | Sterilgarda Max Racing Team | 44  | 3   | 12  | 1   | 4   | 3   | 7   | 2   | 12  | 3   | 1   | 10  | 13  | Ret | 1   | NC  | Ret | Ret | 8   | 6   | 200 |
| 7    | Mugen Race                  | 5   | Ret | 1   | 2   | Ret | 12  | 3   | Ret | Ret | 16  | 4   | Ret | 11  | 4   | Ret |     | 7   | Ret | 3   | DNS | 199 |
| 7    | Mugen Race                  | 16  | 14  | 11  | 3   | 10  | 5   | Ret | Ret | 19  | 19  | 7   | 26  | 17  | 13  | 16  | NC  | 10  | Ret | Ret | 2   | 199 |
| 7    | Mugen Race                  | 32  |     |     |     |     |     |     |     |     |     |     |     |     |     |     | 16  |     |     |     |     | 199 |
| 8    | Honda Team Asia             | 27  | 1   | 10  | Ret | 6   | 6   | Ret | Ret | Ret | Ret | Ret | 18  | 20  | Ret | DNS | 7   | 17  | Ret | Ret | 13  | 172 |
| 8    | Honda Team Asia             | 31  |     |     |     |     |     | 16  |     |     |     |     |     |     |     |     |     |     |     |     |     | 172 |
| 8    | Honda Team Asia             | 79  | 11  | 17  | 11  | 9   | Ret |     | 6   | 6   | 7   | 6   | 12  | 10  | Ret | 2   | Ret | 14  | 14  | 4   | 10  | 172 |
| 9    | Gaviota Ángel Nieto Team    | 25  | 7   | 15  | 7   | Ret | 10  | 11  | Ret | Ret | 5   | 12  | Ret | 18  | 10  | 21  | 9   | 19  | Ret | 14  | Ret | 168 |
| 9    | Gaviota Ángel Nieto Team    | 75  | 6   |     |     | 5   | 11  | 12  | Ret | Ret | 21  | Ret | 11  | Ret | Ret | 8   | 1   | 2   | 3   | 12  | 20  | 168 |
| 9    | Gaviota Ángel Nieto Team    | 81  |     | 19  | Ret |     |     |     |     |     |     |     |     |     |     |     |     |     |     |     |     | 168 |
| 10   | Estrella Galicia 0,0        | 6   | 20  |     |     |     |     |     |     |     |     |     |     |     |     |     |     |     |     |     |     | 147 |
| 10   | Estrella Galicia 0,0        | 11  |     | DNS | 19  | Ret | Ret | 13  | Ret | 15  | 11  | Ret | 27  | 19  | Ret | 7   | 14  | 5   | Ret | 2   | 1   | 147 |
| 10   | Estrella Galicia 0,0        | 21  | 12  | Ret | 8   | 14  | Ret | Ret | 4   | 10  | Ret | Ret | 16  | 15  | Ret | 5   | 3   | 9   | 13  | Ret | NC  | 147 |
| 11   | Redox PrüstelGP             | 12  | 21  | 25  | 20  | Ret | 15  | 20  | Ret | 14  | 13  | Ret | 19  | 21  | 9   | 18  | 11  | 22  | Ret | 13  | 5   | 110 |
| 11   | Redox PrüstelGP             | 84  | 10  | 24  | Ret | 7   | 9   | 14  | 10  | 3   | 10  | 9   | 8   | 16  | 12  | 15  | 12  | Ret | 15  | 17  | 15  | 110 |
| 12   | Kömmerling Gresini Moto3    | 19  | 15  | 6   | 4   | Ret | 4   | Ret | Ret | 4   | Ret | DNS |     |     | 6   | 9   | DNS | Ret | Ret | Ret |     | 77  |
| 12   | Kömmerling Gresini Moto3    | 52  |     |     |     |     |     |     |     |     |     |     | 21  | 14  |     |     |     |     |     |     | DNS | 77  |
| 12   | Kömmerling Gresini Moto3    | 54  | 22  | 22  | 21  | 21  | Ret | 21  | 17  | 21  | 22  | Ret | 23  | 27  | 14  | 26  | 13  | 21  | Ret | 15  | 14  | 77  |
| 13   | CIP Green Power             | 40  | Ret | 2   | 15  | 11  | Ret | 10  | 15  | Ret | Ret | 10  | 15  | 12  | Ret | 17  | 20  | Ret | 6   | Ret | Ret | 64  |
| 13   | CIP Green Power             | 69  | 24  | 18  | Ret | Ret | 17  | Ret | 14  | 23  | 24  | Ret | 25  | 25  | Ret | 27  | Ret | 24  | 8   | 21  | 18  | 64  |
| 14   | BOE Skull Rider Mugen Race  | 22  | 19  | 23  | 16  | 13  | 8   | Ret | 16  | 13  | 17  | Ret | 24  | 26  | Ret | 25  | 18  | 20  | 17  | 18  | 16  | 43  |
| 14   | BOE Skull Rider Mugen Race  | 76  | 23  | 20  | 18  | Ret | 13  | 15  | Ret | Ret | 20  | 13  | 7   | 23  | Ret | 28  | 15  | 11  | 18  | 16  | 9   | 43  |
| 15   | Reale Avintia Arizona 77    | 77  | 17  | Ret | 17  | 20  | Ret | 19  | 18  |     |     |     |     |     |     |     |     |     |     |     |     | 24  |
| 15   | Reale Avintia Arizona 77    | 82  |     |     |     |     |     |     |     | 20  | 18  | 17  | 22  | 22  | 11  | 23  | 8   | 16  | 10  | Ret | 11  | 24  |
| 16   | Red Bull KTM Ajo            | 53  |     |     |     |     |     |     |     |     |     |     |     |     | 16  | 24  | 19  |     |     |     |     | 8   |
| 16   | Red Bull KTM Ajo            | 61  | 18  | 26  | Ret | 18  | 16  | 18  | Ret | 16  | 14  | 14  | Ret | 24  | WD  |     |     | 18  | 16  | 20  | 12  | 8   |
| Pos. | Equipo                      | N.º | QAT | ARG | AME | ESP | FRA | ITA | CAT | NED | GER | CZE | AUT | GBR | RSM | ARA | THA | JPN | AUS | MYS | VAL | Pts |

| Color     | Resultado                                                               |
| --------- | ----------------------------------------------------------------------- |
| Oro       | Ganador                                                                 |
| Plata     | 2.ª plaza                                                               |
| Bronce    | 3.ª plaza                                                               |
| Verde     | Finalizó en los puntos                                                  |
| Azul      | Finalizó sin puntos                                                     |
| Azul      | NC - No clasificado                                                     |
| Violeta   | Ret - No terminó (Carrera)                                              |
| Rojo      | DNQ - No se clasificó                                                   |
| Negro     | DSQ - Descalificado                                                     |
| Blanco    | DNS - No empezó (carrera)                                               |
| Blanco    | WD - Retirado (fin de semana)                                           |
| Blanco    | C - Carrera cancelada                                                   |
| Sin color | DNP - Inscrito pero no participó                                        |
| Sin color | INJ - Lesionado                                                         |
| Sin color | EX - Excluido                                                           |
| Estado    | Resultado                                                               |
| Negrita   | Pole position                                                           |
| Cursiva   | Vuelta rápida                                                           |
| †         | Abandona, pero clasifica al completar el porcentaje requerido para ello |